# Епи
Епи (на Бислама Epi) е остров в Тихи океан с територия 445 km². Разположен северно от остров Ефате, между островите Шеферд и Амбрим, той е включен в състава на Република Вануату.
Релефът на острова е планински, а склоновете на древния му вулкан са покрити с тропически гори и малки езерца. В близост до острова има два подводни вулкана – Нитаиа (3 km от брега) и Кейп-Коне (около 4 km от бреговата линия), които периодично се активизират.
Епи е най-големият къс от някогашния остров Кувай. В средата на XV век в резултат на мощно изригване на едноименния му вулкан, Кувай на практика изчезва от лицето на земята. Свидетелство за някогашното му съществуване са и няколкото малки острови Шеферд.
Епи е тих и спокоен остров с красиви пясъчни дюни, плажове с белоснежен или черен като смола пясък и множество крайбрежни рифове. За най-красив се смята плажа на залива Ламен, които има необичаен състав – в северната си част той се състои от бял коралов пясък, докато южната му завършва с черен вулканичен пясък.
В южните части на Епи се намира плантацията Валесдир, известна с това, че по време на своя разцвет през 20 години на ХХ век е въвела своя валута. Сега тук е разположена неголяма гостилница организираща регулирани екскурзии по територията на плантацията и живописното езеро Имао, където живеят диви гъски. Епи има разнообразен за такъв по размери остров животински свят и уникалната морски флора, сформирана благодарение на богатата на минерални соли вода.